# レイク・フロント・パーク
レイク・フロント・パーク（Lake Front Park）は、アメリカのイリノイ州シカゴにかつて存在した野球場である。
1878年5月14日、ナショナルリーグのシカゴ・ホワイトストッキングス（現シカゴ・カブス）の本拠地としてオープン。1883年シーズン終了後に客席を大幅に増設し、当時としては最大級となる10,000人収容の野球場となった。その一方でフィールドは左翼まで186フィート（約56.7メートル）、中堅まで300フィート（約91.4メートル）、右翼まで196フィート（約59.7メートル）と、かなり狭いものになった。あまりに狭いため、1883年シーズンはレフトフェンスを越えた打球を「二塁打」とするルールとしていたが、1884年シーズンにこのルールは撤廃された。前年カブスの本塁打数はチーム全体で13本だったが、1884年にはチームの本塁打数が142本を数えた。
1884年シーズン終了後にホワイトストッキングスはウエスト・サイド・パークへ移転した。同じ時期にナショナルリーグは、この球場のあまりの狭さに「外野を本塁から最低210フィート（約64.0メートル）まで広くしなければならない」という規則を制定したという逸話が残っている。